# 영지사
영지사(靈芝寺)는 경상북도 영천시 대창면 용호리에 있는 사찰이다. 
영천시 대창면의 구룡산에 위치해 있다. 대한불교조계종 제10교구 본사인 은해사의 말사이다.
신라 태종무열왕 때인 7세기에 의상이 웅정암(熊井庵)이라는 이름으로 창건한 것으로 전해진다. 임진왜란으로 소실되어 조선 선조 때 중창하였다. 다시 절을 세운 사람이 영지대사라 이때 영지사로 개칭된 것으로 알려졌다. 조선 영조 50년인 1774년에 다시 고쳐 지은 기록이 있다.
절 안에는 대웅전과 범종각, 명부전, 산신각, 요사 등이 있는데, 이 가운데 대웅전과 범종각은 경상북도 유형문화재자료 제207호로 함께 지정되어 있다. 범종각 안에는 조선 중기의 성리학자로 이황의 제자인 조호익의 시가 걸려 있고, 유물로 삼층석탑과 부도가 남아 있다.
영지사 입구에는 공룡발자국 화석이 있다. 쥐라기 말기와 백악기 초기의 이구아노돈 계통 공룡의 발자국이다. 12개의 발자국이 발견되었다고 하나 육안으로는 명확히 보이지 않고 일부 흔적을 엿볼 수 있다.
절 인근에 지봉 조호익을 기리기 위해 조선 광해군 때 지봉서원으로 세워졌다가 개명한 도잠서원이 있다.

## 소장 문화재
- 영천 영지사 대웅전 - 경상북도 유형문화재 420호
- 영천 영지사 대웅전 후불탱화 - 경상북도 유형문화재 제484호
- 영천 영지사 명부전 석조지장시왕상 일괄 - 경상북도 유형문화재 제485호
- 영천 영지사 범종각 - 경상북도 문화재자료 제563호

## 같이 보기
- 구룡산

## 참고자료
- “맑은 향기 머무는 깊은 산, 영지사(靈芝寺)”. 전통사찰관광종합정보. 2008년 6월 8일에 확인함.